# Ocaña (Norte de Santander)
Ocaña é um município da Colômbia, localizado no departamento de Norte de Santander.